# 綠世界生態農場
綠世界生態農場（英語：Green World Ecological Farm）是一座位於台灣新竹縣北埔鄉的生態農場，2004年開幕，占地約70公頃。

## 六大主題園區

### 天鵝湖區

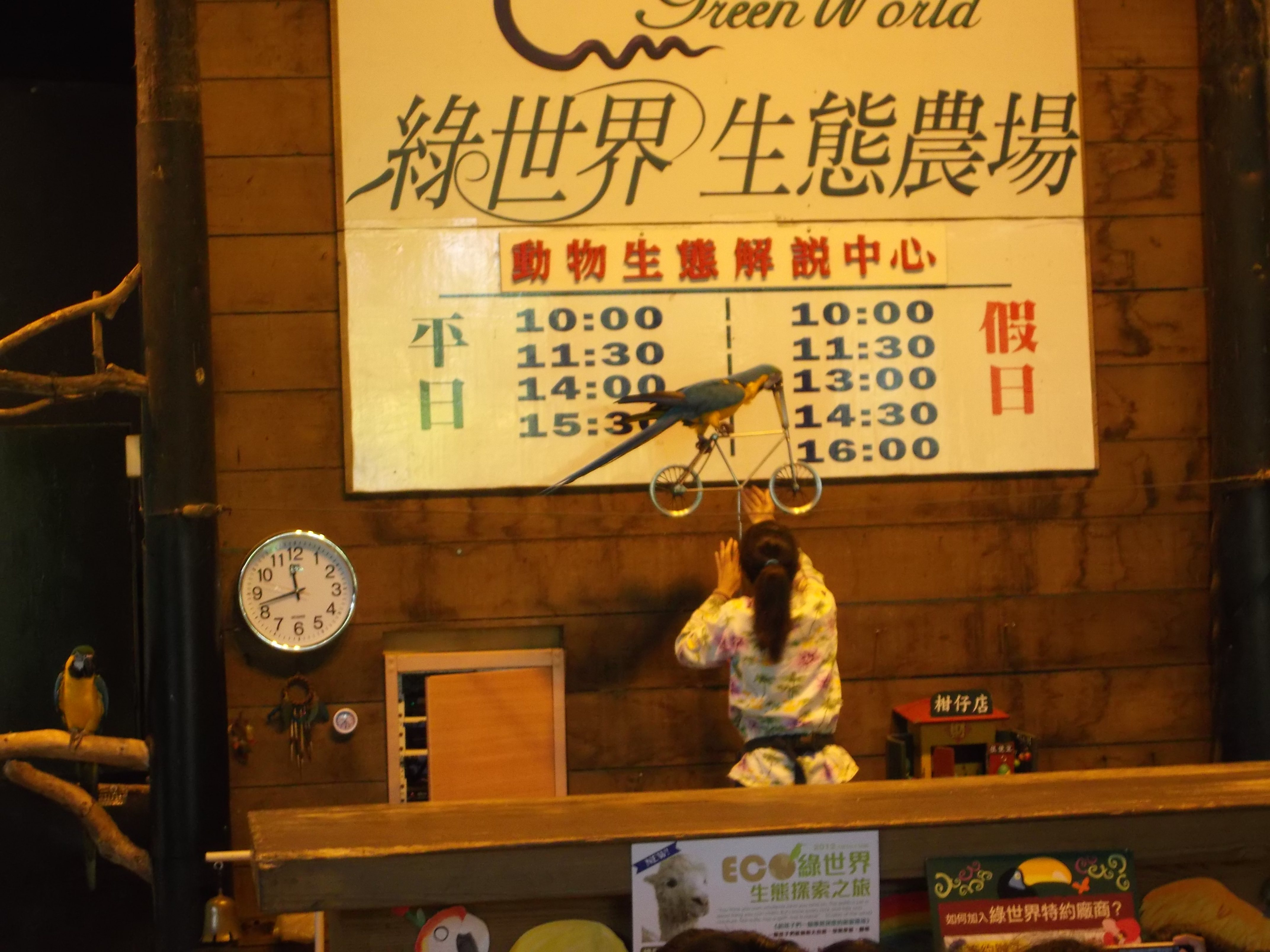
動物劇場

天鵝湖區包含天鵝湖、綠野廣場、遊客服務中心和動物劇場等。天鵝湖可供候鳥棲息，並設有兩個賞鳥點。綠野廣場在引進羊駝之前是一片寬廣的草地，供遊客休憩、嬉戲，引進後則會在固定時間將牠們放出吃草、散步，也曾有多家企業在綠野廣場舉辦家庭日。動物劇場定時由金剛鸚鵡表演騎單車、算術等。

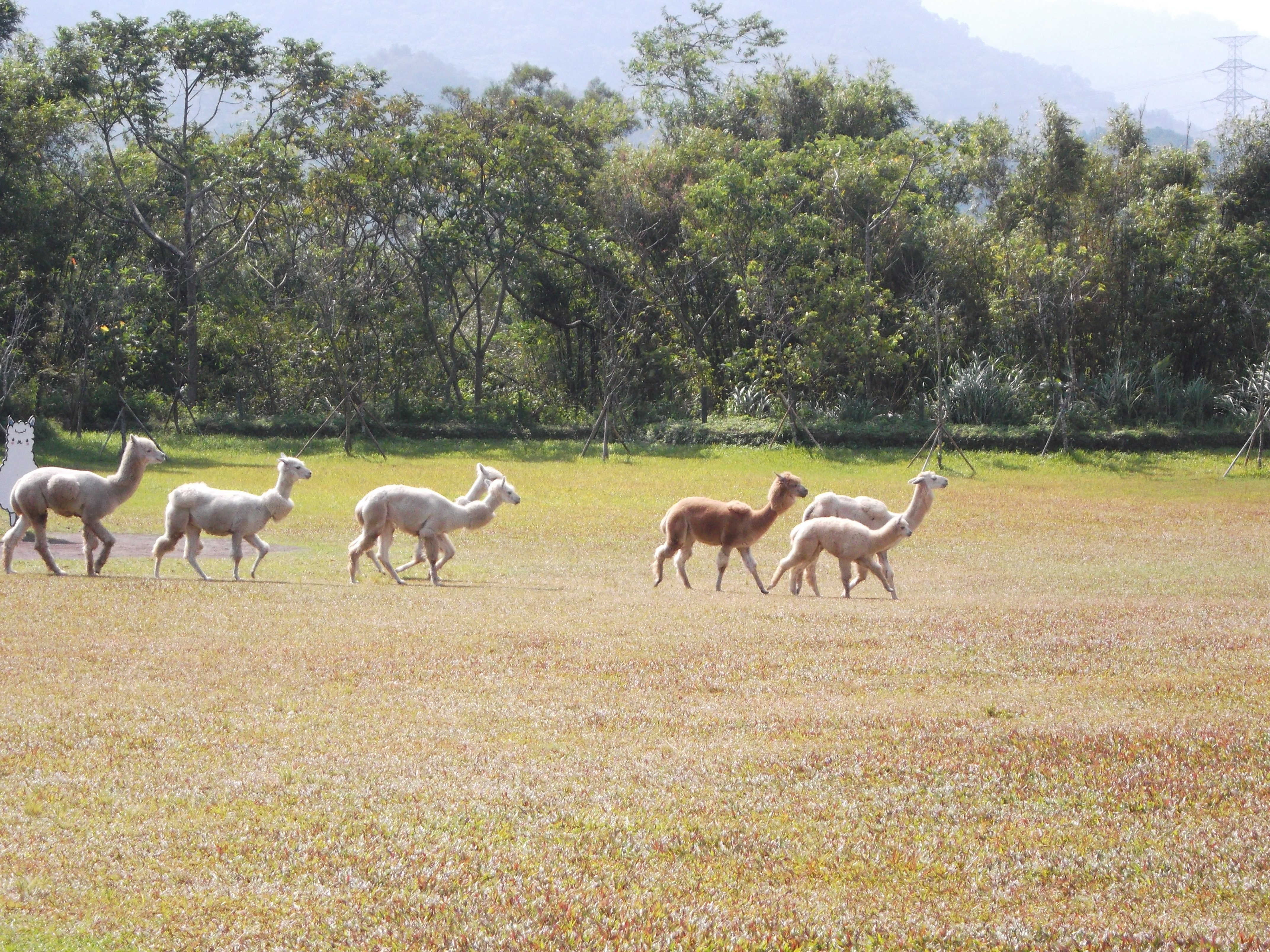
綠野廣場

### 蝴蝶生態公園
蝴蝶生態公園為一密閉式空間，以防止蝴蝶飛出。

### 大探奇區
大探奇區包含可愛動物區、亞馬遜雨林區、奇妙種子植物區、仙人掌公園，植物的展區設置較多，如有台灣原生蕨類、蘭花、會運動的植物 (含羞草、捕蟲植物等具有膨壓運動的植物)、香草植物、有毒植物區等。

### 鳥類生態公園

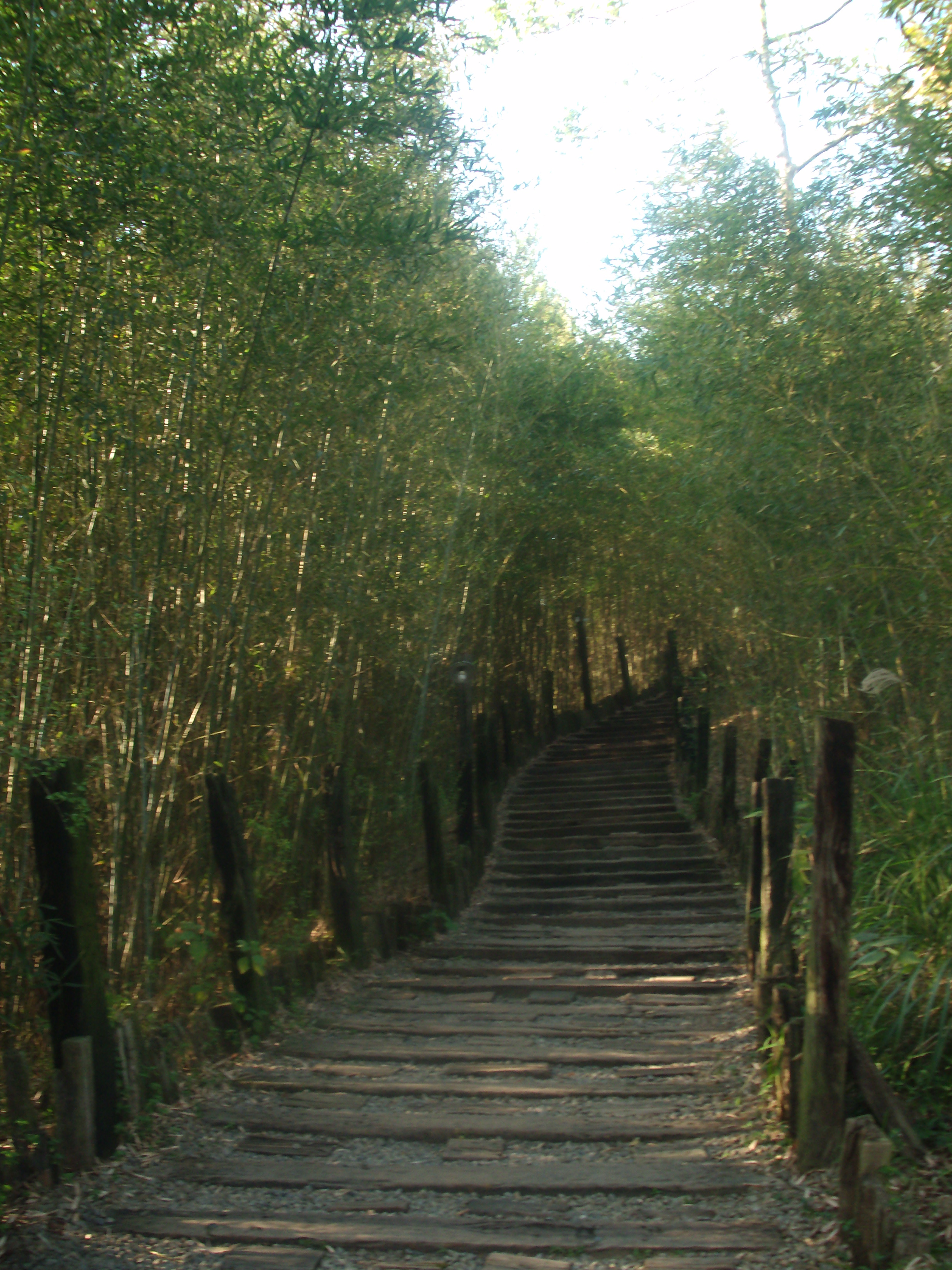
竹林步道

鳥類生態公園展示鳥類的部分不大，其它空間還有戶外蝴蝶花園、客家百年古厝餐廳、神木區、竹林步道等。客家百年古厝餐廳即三合院「高平堂」，當做餐廳使用。綠世界的神木是薄姜木，有200多年歷史。

### 水生植物公園
水生植物公園除展示水生植物外，最外圍的步道即為賞蝶步道。另外，在本區域內的熱帶風情屋藝品店現做休憩用途，已無販賣物品。國際會議廳可免費提供企業使用，僅需負擔門票費。

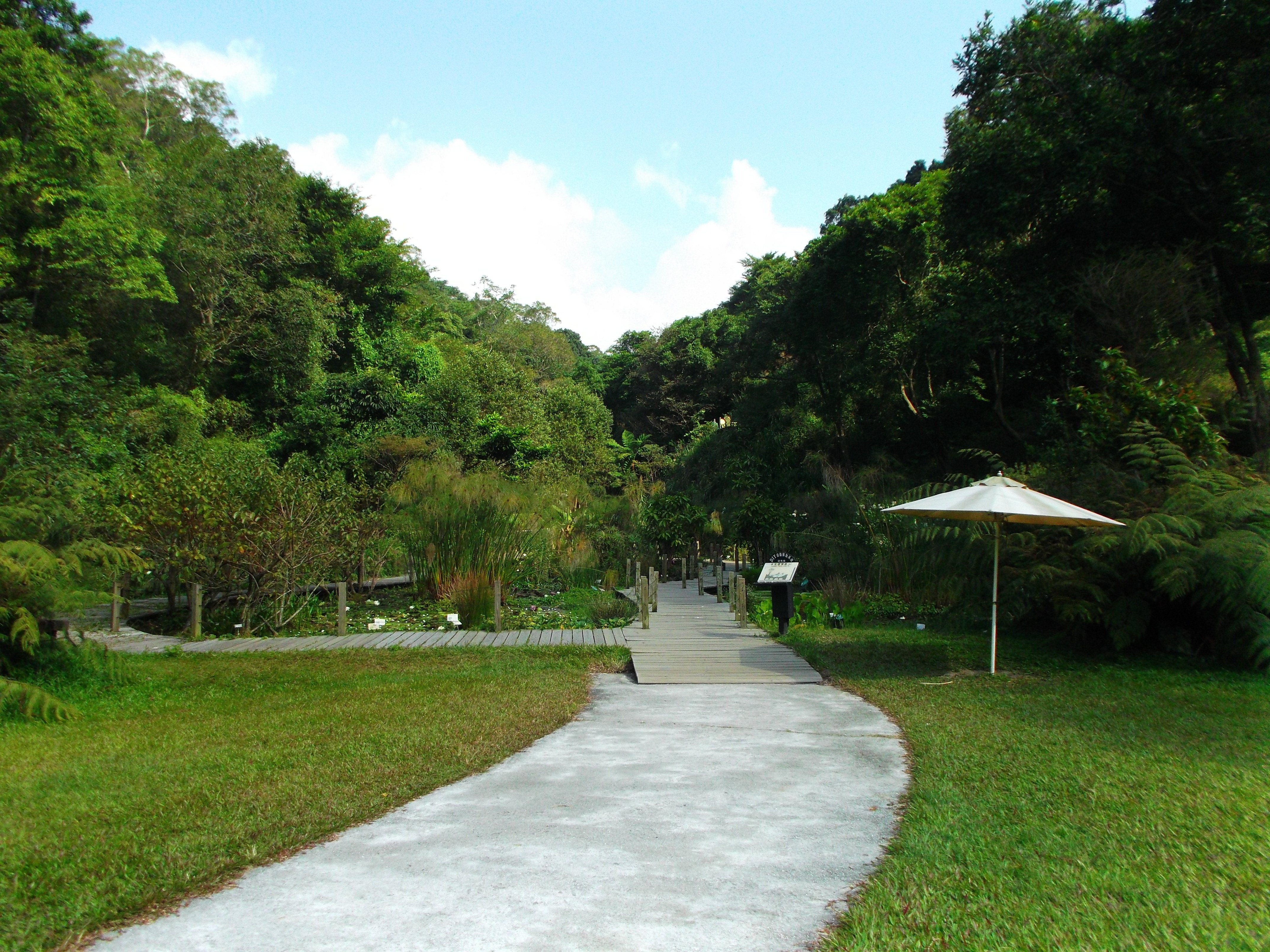
水生植物公園

## 特色

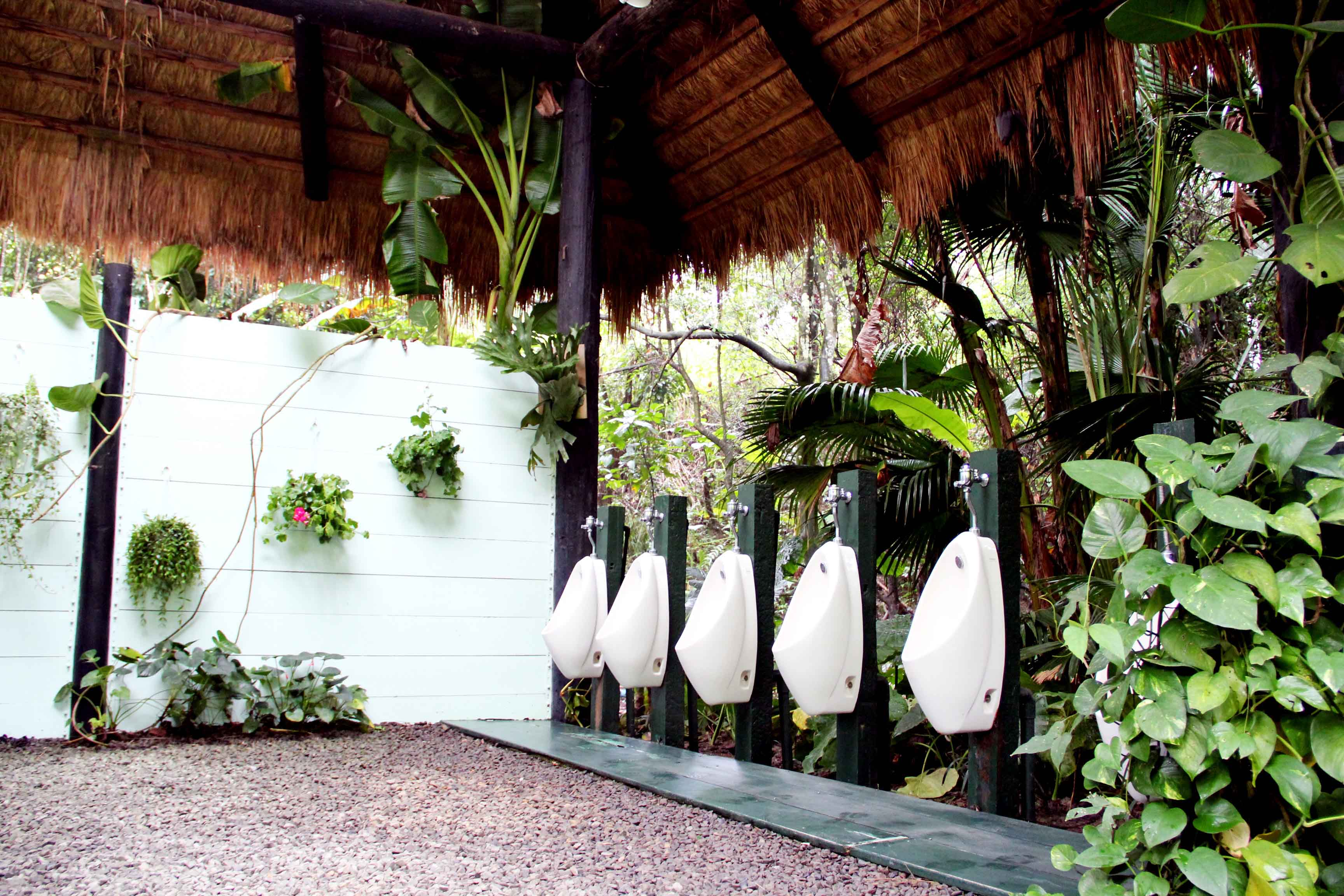
第一景觀廁所男廁

在園區內共設四座景觀廁所，第一景觀廁所位於天鵝湖區，第二和第四皆位於水生植物公園，第三則位於蝴蝶生態公園。每間廁所皆有不同面貌，並融入自然風情。

## 外部連結
- 綠世界生態農場GREEN-WORLD （页面存档备份，存于）（繁體中文）（简体中文）（英文）（日語）
- 中文世界大典-綠世界生態農場
- 綠世界生態農場的Facebook專頁
- YouTube上的綠世界生態農場頻道